# 제8회 부산국제영화제
제8회 부산국제영화제는 2003년 10월 2일부터 2003년 10월 10일까지 열린 영화제이다. 부산 해운대, 남포동에서 개최되었다.

## 수상

### 뉴 커런츠상
- 불견 - 이강생 수상

### 선재상
- 춘희 - 박정선 수상
- 제3언어 - 손광주 수상

### 운파상
- 그리고 그 후 - 이호섭 수상

### 넷팩상 (아시아영화진흥기구상)
- 스캔들 - 조선남녀상열지사 - 이재용 수상

### 국제영화평론가 협회상
- 긴 한숨 - 파르비즈 샤흐바지 수상

### PSB 영화상
- 선택 - 홍기선 수상
- 천상의 소녀 - 세디그 바르막 수상

### 올해의 아시아 영화인상
- 모흐센 마흐말바프 수상

### 한국영화공로상
- 박병양 수상
- 이봉우 수상